# Al-Mansuriyya
al-Manṣūriyya, Arabo المنصوريه, fu una città dell'Ifriqiya - oggi non più esistente - che sorgeva nei pressi di Qayrawan, nell'attuale Tunisia.
La città fu capitale dell'imamato-califfato fatimide, costruita per volere del califfo Ismāʿīl al-Manṣūr (r. 946-953).
Costruita tra il 946 e il 972, al-Manṣūriyya era una città murata contenente lussuosi palazzi con giardini, piscine artificiali e canali d'acqua. Per un breve periodo al-Manṣūriyya fu il centro di uno Stato potente che comprendeva la maggior parte del Maghreb e la Sicilia. Ha continuato a servire come capitale anche sotto gli Ziridi, prima di venire distrutta dalla tribù Banū Hilāl nel 1057. Tutti gli oggetti di valore e le reliquie furono depredate nel corso dei secoli successivi. Oggi della città rimangono solo deboli tracce.

## Contesto
Il califfato fatimide trae origine da un movimento sciita ismailita fondato in Siria da ʿAbd Allāh al-Wāfi. La dinastia dei Fatimidi prende il nome da Fatima, figlia di Maometto. Nell'899 ʿUbayd Allāh al-Mahdī bi-llāh divenne il capo del movimento. Per sfuggire ai suoi nemici si rifugiò a Sigilmassa nel Maghreb al-Aqsa (attuale Marocco), dove, fingendosi un mercante, fece molti proseliti. Al-Mahdī venne sostenuto da un nobile di nome Abū ʿAbd Allāh al-Shīʿī, che sconfisse e rovesciò la dinastia degli Aghlabidi dell'Ifriqiya, invitando al-Mahdī ad assumere la carica di imam e califfo. La capitale venne fissata a Mahdia. Il califfato fatimide crebbe fino ad includere la Sicilia e tutto il Maghreb dall'oceano Atlantico alla Libia.

Il terzo califfo fatimide fu Ismāʿīl al-Manṣūr bi-llāh. Fu incoronato imam il 12 aprile 946 a Mahdia. In quel periodo Mahdia era posta sotto assedio da parte dei ribelli kharigiti guidati da Abū Yazīd. Al-Manṣūr lanciò immediatamente la sua campagna contro Abū Yazīd, e nell'agosto 946 vinse la battaglia che gli assicurava il controllo di Qayrawan. Dopo la vittoria, decise di fondare la sua nuova capitale nel luogo del suo accampamento, appena a sud di Qayrawan. Al-Manṣūr dispose i suoi piani di costruzione subito dopo la battaglia, nel 946, anche se li ci volle un altro anno di lotta prima di sconfiggere definitivamente Abū Yazīd.

## Edificazione

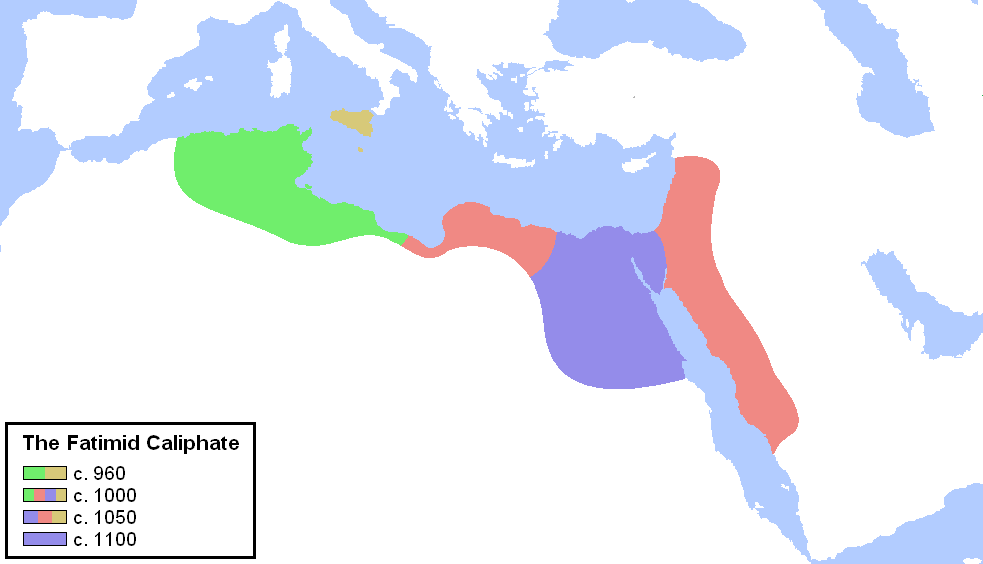
Il califfato fatimide alla sua massima estensione, attorno al 969

Al-Manṣūriyya si trovava a meno di 2 km a sud della città di Qayrawan. Al-Manṣūr abbandonò definitivamente Mahdia stabilendosi nella nuova capitale nel 948. I ribelli kharigiti avevano distrutto la capitale aghlabide Raqqada, e i materiali di costruzione di al-Manṣūriyya furono presi dalle rovine di Raqqāda. La nuova città coprì una superficie di circa 100 ettari.
La città era circolare, come Baghdad, e la scelta della disposizione potrebbe essere stata una sfida al sunnita califfato abbaside. Le mura erano vaste, fatte di mattoni bruciati mescolati con malta di calce.
Il palazzo del califfo era vicino al centro della città, e conteneva un insieme di edifici utilizzati per scopi cerimoniali, diplomatici e amministrativi. Il palazzo principale si chiamava Sabra. L'area del palazzo copriva una superficie di 44 ettari. Lo storico Ibn Hammad descrisse gli edifici del palazzo come alti e splendidi, circondati da giardini e piscine. Si conoscono i nomi di alcune sale del palazzo: la Sala della Canfora, la Camera del Diadema, la Camera dei Ricevimenti e la Camera d'argento.
Al-Manṣūriyya venne completata sotto al-Muʿizz, figlio e successore di al-Manṣūr, che assicurò la fornitura d'acqua alla città tramite la costruzione di un acquedotto. Questo acquedotto, lungo 36 km, era ispirato ad una struttura simile costruita dagli Aghlabidi. Al-Muʿizz in seguito costruì un canale sull'acquedotto, aggiungendovi 9 km di estensione. Al-Muʿizz fece costruire anche una nuova grande sala nel palazzo. Le sue colonne massicce furono portate da Sus, città ad un giorno di marcia di distanza da al-Manṣūriyya. La costruzione della città fu completata nel 972, l'anno prima che al-Muʿizz si trasferisse in Egitto.

## Descrizione

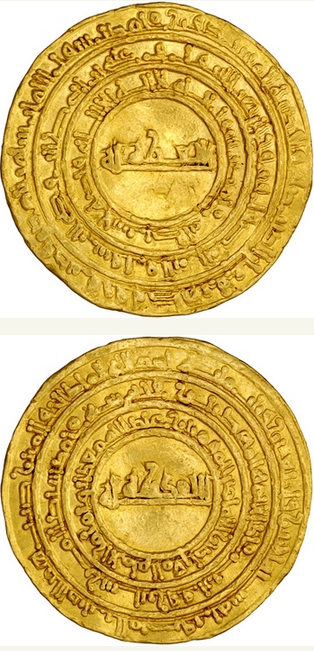
Moneta coniata ad al-Manṣūriyya, nel 953 o nel 954

La città era soprattutto una residenza reale. Conteneva palazzi, giardini, un serraglio con leoni, le caserme e le scuderie reali. Al-Manṣūr trasferì 14.000 famiglie Kutama nella città, istituendovi un suq. Ibn Muhadhdhab scrisse che: "al-Muʿizz comandò ai mercanti di Qayrawan di venire nei loro negozi e nelle loro botteghe ad al-Manṣūriyya la mattina, e di tornare a casa dalle loro famiglie la sera." Ogni giorno venivano raccolti 26.000 dirham d'argento tramite i pedaggi sulle merci che venivano introdotte in città.
Nel suo periodo di massimo splendore, al-Manṣūriyya era la capitale di un impero che comprendeva la maggior parte del Maghreb, dall'attuale Marocco all'odierna Libia, così come la Sicilia, anche se i Fatimidi dovettero fare attenzione agli attacchi bizantini e all'Imperatore Ottone I di Sassonia, entrambi attivi nell'Italia meridionale. Dall'Italia al-Muʿizz pianificò l'invasione dell'Egitto.
Il generale fatimide Jawhar al-Ṣiqillī conquistò l'Egitto nel 969. Il giorno stesso della conquista di al-Fusṭāṭ, il 6 giugno 969, Jawhar tracciò il progetto di una nuova città e ne procedette alla fondazione, chiamandola anch'essa al-Manṣūriyya. Ma quando al-Muʿizz vi giunse nel 973, il nome fu cambiato in al-Qāhira (Cairo). Entrambe le città avevano delle moschee di nome al-Azhar, ed entrambe avevano porte chiamate Bāb al-Futūḥ e Bāb Zuweyla. Entrambe le città avevano due palazzi, uno per il califfo e l'altro per il suo erede, uno di fronte all'altro.
Dopo che i califfi Fatimidi si trasferirono in Egitto, al-Manṣūriyya rimase la capitale degli Ziridi, i loro governatori vassalli. Il sovrano ziride al-Manṣūr b. Baluggīn costruì un palazzo per se stesso ad al-Manṣūriyya. Il matrimonio del nipote al-Muʿizz b. Bādīs, avvenuto nella città nel 1022 o nel 1023 fu particolarmente lussuoso. Furono costruiti padiglioni al di fuori della città, una vasta gamma di tessuti e manufatti furono comprati e la musica venne suonata da un gran numero di musicisti. Al-Muʿizz b. Bādīs, una volta salito al trono ziride, fece ricostruire le mura di Qayrawān e ordinò il trasferimento del commercio e dell'artigianato di al-Manṣūriyya a Qayrawān.

## Distruzione
La città subì i devastanti attacchi dei nomadi arabi Banu Hilal, mandati dai Fatimidi contro l'Ifriqiya, per punire gli Ziridi che si erano convertiti al sunnismo e avevano giurato fedeltà agli Abbasidi di Baghdad. Nel 1057 gli Ziridi si spostarono a Mahdia, abbandonando al-Manṣūriyya, che non fu mai più occupata di nuovo. I materiali della città furono successivamente utilizzati dagli abitanti di Qayrawan. Nel 2009 il sito della città era deserto, circondato da molti fossati e dalle case di povera gente. Tutto ciò che poteva essere riutilizzato per la costruzione o per altri scopi fu prelevato nel corso dei secoli. Pietre, mattoni, vetro e metalli sono stati tutti prelevati. Sopravvivono alcuni frammenti di stucco inutilizzabile.

## Archeologia
Indagini aeree del sito hanno confermato che c'era un grande recinto artificiale, di forma più o meno circolare, al cui interno rimangono i resti di diversi bacini circolari e rettangolari. I bacini possono essere identificati con le piscine artificiali che circondavano il palazzo descritte dal poeta ʿAlī ibn Muḥammad al-ʿIyadi. Le fondamenta sono state rivelate grazie agli scavi archeologici. Tracce di colonne di una grande sala sono ancora visibili. Anche alcune parti del canale sono ancora visibili.
Uno scavo minore è stato condotto da Georges Marçais nel 1920. Slimane Mostafa Zbiss condusse uno scavo più approfondito nel 1950 nel palazzo del quadrante sud-est della città. Ulteriori scavi da parte di un team franco-tunisino sono stati fatti intorno al palazzo est alla fine del 1970, e terminarono nel 1982.
Un progetto più attento è stato realizzato tra il 2003 e il 2008. Sono emersi diversi stili di decorazione, con motivi geometrici e floreali, animali, figure umane e arabeschi. Le prove di scambi culturali con l'Egitto sono inferiori a quelle che ci si potrebbero aspettare, mentre le rovine mostrano una sorprendente quantità di contatti con al-Andalus (Spagna islamica), nonostante la continue ostilità tra i Fatimidi e gli Omayyadi del Califfato di Cordova.